# Christophe Manin
Christophe Manden (Saint-Marcellin, Isèra, 22 de julio de 1966) fue un ciclista francés, que fue profesional entre 1989 y 1995. Cuando era amateur ganó la medalla de bronce al Campeonato del Mundo en ruta por detrás del polaco Joachim Halupczok y de su compatriota Éric Pichon.

## Palmarés
- 1988
  - 1º en el Tour de Franche-Comté
  - Vencedor de una etapa al Critèrium del Dauphiné Libéré
- 1989
  - 1º en el  Giro de las Regiones y vencedor de 2 etapas
  - 1º en el Tour Nivernais Morvan y vencedor de una etapa
  - 1º en el  Gran Premio de Vougy
  - Vencedor de una etapa a la Vuelta a Hessen
  - Vencedor de una etapa al Circuito de Saône-te-Loire
  - Vencedor de una etapa del Tour del Franco Condado

### Resultados al Tour de Francia
- 1992. 105.º de la clasificación general
- 1994. 64.º de la clasificación general

### Resultados en la Vuelta a España
- 1991. 46.º de la clasificación general

### Resultados en el Giro de Italia
- 1990. 104.º de la clasificación general
- 1993. 92.º de la clasificación general